# Bălești, Alba
Bălești este un sat în comuna Bistra din județul Alba, Transilvania, România.